# Ferrari World Abu Dhabi
Ferrari World Abu Dhabi – park rozrywki znajdujący się na wyspie Yas w Abu Zabi. Do atrakcji parku należy m.in. najszybsza kolejka górska świata – Formula Rossa.

## Historia
Budowa parku rozpoczęła się 3 listopada 2007, a jego otwarcie odbyło się w listopadzie 2010 roku. Podczas wydarzenia otwierającego w grudniu obecni byli między innymi członkowie rządu oraz kierowcy zespołu Ferrari w Formule 1: Fernando Alonso i Felipe Massa. Ceremonię otwarcia rozpoczął książę, następca tronu emira Abu Zabi, zastępca Najwyższego Dowódcy sił zbrojnych Zjednoczonych Emiratów Arabskich Muhammad ibn Zajid Al Nahajjan.

## Kolejki górskie

### Czynne
W parku Ferrari World znajduje się 6 czynnych kolejek górskich.
| # | Nazwa                | Producent           | Data otwarcia    | Typ                              | Wysokość [m] | Prędkość [km/h] | Źródło |
| - | -------------------- | ------------------- | ---------------- | -------------------------------- | ------------ | --------------- | ------ |
| 1 | Fiorano GT Challenge | Maurer Rides        | 4 listopada 2010 | stalowy launched dueling coaster | ?            | ?               | [ 5 ]  |
| 2 | Formula Rossa        | Intamin             | 4 listopada 2010 | stalowy launched coaster         | 52           | 240             | [ 6 ]  |
| 3 | Flying Aces          | Intamin             | 24 lutego 2016   | stalowa                          | 63           | 120             | [ 7 ]  |
| 4 | Turbo Track          | Intamin             | 29 marca 2017    | stalowy launched shuttle coaster | 64           | 102             | [ 8 ]  |
| 5 | Formula Rossa Junior | Zamperla            | 1 marca 2020     | stalowa dziecięca                | 11,8         | 40              | [ 9 ]  |
| 6 | Mission Ferrari      | Dynamic Attractions | 12 stycznia 2023 | stalowy launched coaster         | ?            | 72              | [ 10 ] |

### W budowie
W 2025 roku park planował otwarcie 1 nowej kolejki górskiej.
| # | Nazwa | Producent | Data otwarcia | Typ | Wysokość [m] | Prędkość [km/h] | Źródło |
| - | ----- | --------- | ------------- | --- | ------------ | --------------- | ------ |
| 1 | ?     | ?         | 2026          | ?   | ?            | ?               | [ 12 ] |

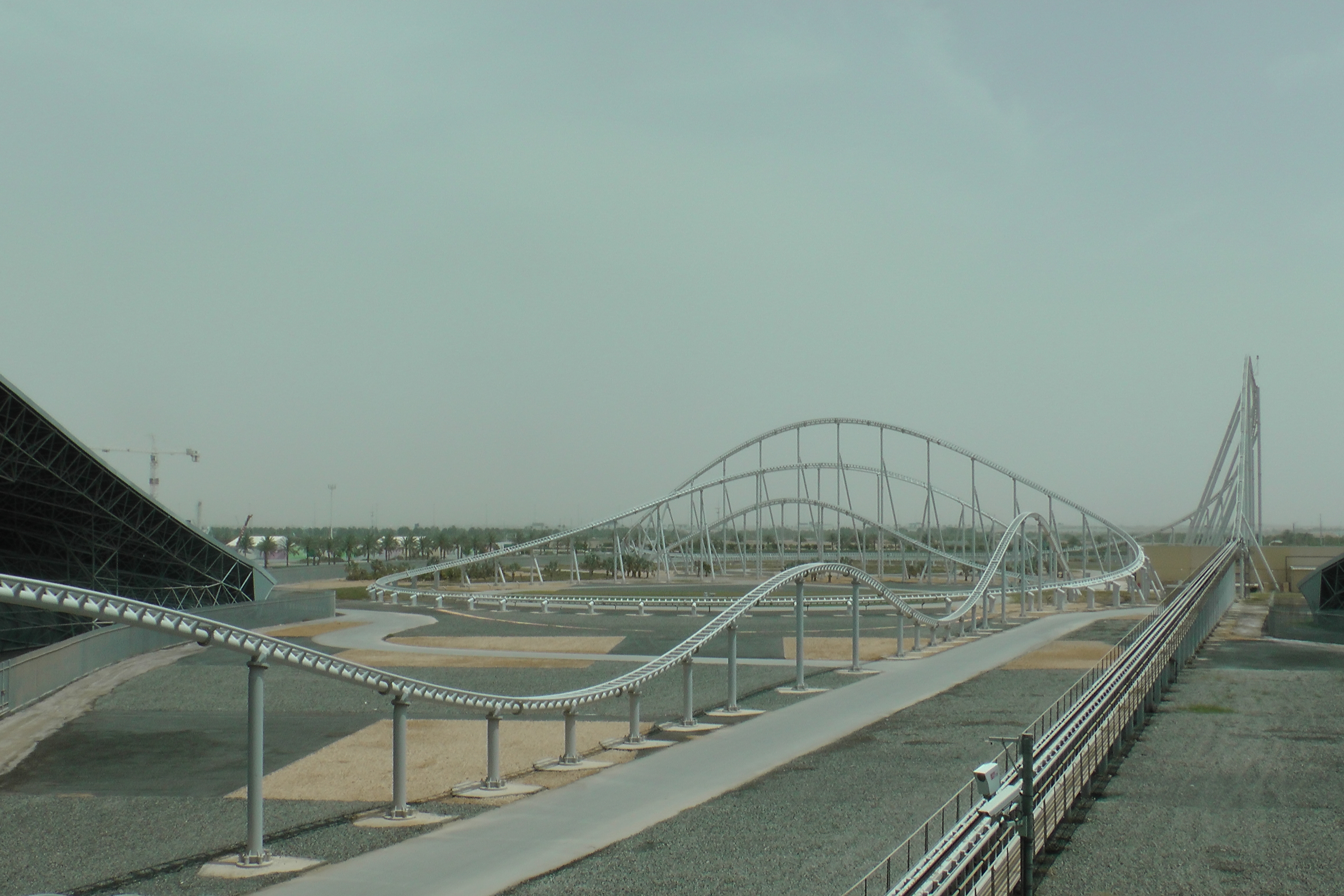
Formula Rossa
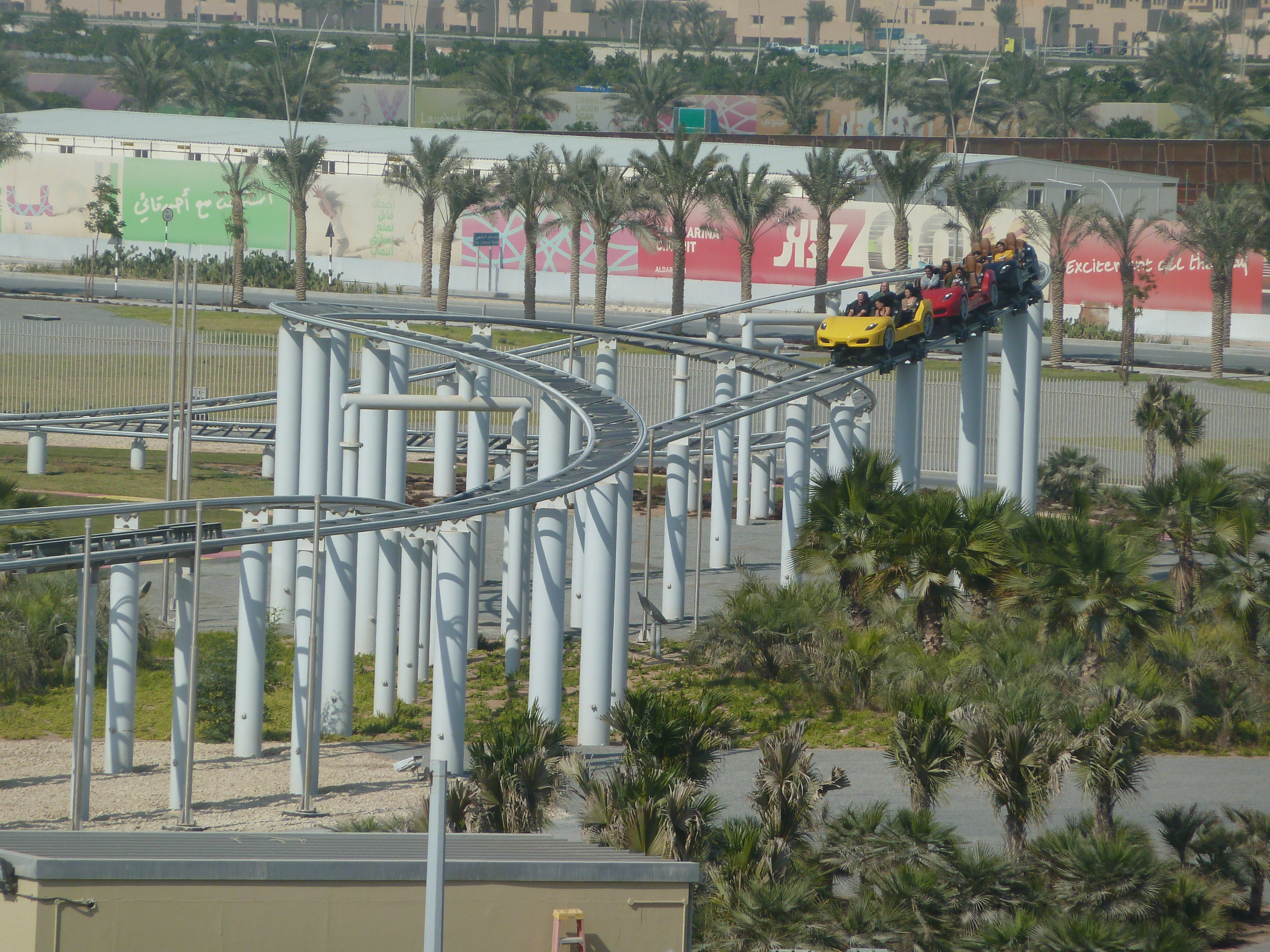
Fiorano GT Challenge

## Nagrody
| Rok  | Nagroda                                       | Kategoria                                                  | Źródło |
| ---- | --------------------------------------------- | ---------------------------------------------------------- | ------ |
| 2010 | Cityscape Abu Dhabi                           | Best Commercial, Office, Retail Future Development         | [ 13 ] |
| 2010 | CIAT Open Award                               | Technical Excellence in Architectural Technology           | [ 14 ] |
| 2010 | MEP Award                                     | Overall GCC Project of the Year                            | [ 15 ] |
| 2011 | Event Design Award                            | Gold Winner Designation for Best Permanent Exhibition      | [ 16 ] |
| 2011 | Global Retail and Leisure International Award | Most Innovative Retail & Leisure Concept of the Year Award | [ 17 ] |
| 2011 | Middle East Architect Award                   | Hospitality & Leisure Project of the Year                  | [ 17 ] |
| 2011 | Project Excellence Award                      | Gielissen Interiors & Exhibitions                          | [ 18 ] |
| 2015 | World Travel Award                            | Middle East’s Leading Tourist Attraction                   | [ 19 ] |
| 2015 | Brass Ring Award                              | Best Sports Show Performance Act                           | [ 20 ] |